# مايك كيرنان
مايك كيرنان (بالإنجليزية: Mike Kiernan)‏ هو لاعب اتحاد الرغبي أيرلندي، ولد في 17 يناير 1961 في كورك في جمهورية أيرلندا.

## وصلات خارجية
- مايك كيرنان عل موقع إسبنسكروم (الإنجليزية)